# Brant Bjork & the Operators
Brant Bjork and the Operators is het tweede solo-album van de Amerikaan Brant Bjork (de Operators is een fictieve achtergrondband). Het album kwam uit in april 2002.

## Musici
- Brant Bjork - slagwerk, gitaar, basgitaar, percussie en zang

met
- Mathias Schneeberger: keyboard en gitaar op nr. 2 en 5
- Gitaar op "Electric Lalli Land" door Mario Lalli
- Achtergrondzang op "Captain Lovestar" door Franz Stahl
- Achtergrondzang op "Princess Lovestar" door Debbie
- handgeklap op "My Ghettoblaster" door de Low Desert Punks

## Personeel
Producer: Mathias Schneeberger

## Tracklist
Alle teksten en muziek geschreven door Brant Bjork behalve "Smarty Pants", muziek door: Mathias Schneeberger, "From The Ground Up", muziek door Brant Bjork & Mathias Schneeberger
| nr. | titel                                      | duur |
| --- | ------------------------------------------ | ---- |
| 1   | Hinda65                                    | 5:05 |
| 2   | Smarty Pants                               | 4:02 |
| 3   | My Ghettoblaster                           | 4:48 |
| 4   | Electric Lalli Land                        | 5:11 |
| 5   | From The Ground Up (We Just Stay The Same) | 3:41 |
| 6   | Cheap Wine                                 | 4:09 |
| 7   | Cocoa Butter                               | 3:13 |
| 8   | Joey's Radio                               | 4:01 |
| 9   | Captain Lovestar                           | 6:33 |
| 10  | Hinda65 (Return Flight)                    | 4:57 |

## Trivia
- My Ghettoblaster is de eerste single die Bjork uitbracht waar een videoclip voor gemaakt is.
- Electric Lalli Land refereert aan Jimi Hendrix' album Electric Ladyland. Mario Lalli van de band Fatso Jetson speelt gitaar in dit nummer.